# Islas Aran
Las islas Aran (en irlandés: Oileáin Árann [əˈlʲaːnʲ ˈaːɾˠən̪ˠ]) son un archipiélago de tres islas situadas en la desembocadura de la bahía de Galway, pertenecientes a la República de Irlanda. La mayor de las islas se llama Inishmore (gaélico irlandés: Árainn o Inis Mór), la mediana Inishmaan (Inis Meáin) y la menor, situada al este, Inisheer (Inis Oírr o Inis Oirtheach).

## Demografía
| Gráfica de evolución de Islas Aran entre 1841 y 2011 |
|                                                      |

Inis Mór es la mayor de las islas, con una población de 831 habitantes. El puerto de Cill Rónáin es el pueblo principal de la isla, en el que viven 270 personas. A pesar de no ser la menor en tamaño, Inis Meáin, es la isla menos poblada (187 personas) y también la menos turística. Inis Oírr es la isla más pequeña, con una población de 262 habitantes según los datos del censo de 2002.
El documental Los hombres de Aran («Man of Aran») de 1934, dirigido por Robert Flaherty, narra la vida cotidiana de los habitantes de las islas, su lucha diaria por la supervivencia, el enfrentamiento entre el hombre y la naturaleza, y la dureza del trabajo en el mar.

## Lugares de interés
- Kilmurvy: Una de las playas principales de las islas, situada en las cercanías del pueblo homónimo.
- Teampall Chiaráin: Ruinas de una iglesia del siglo XII dedicada a san Ciaran.
- Dún Dúchathair: Construcción de la Edad del Hierro.
- Dún Eochla: Fuerte circular de la Edad del Bronce.
- Dún Aonghasa: Fuerte de la Edad del Hierro o del Bronce.
- Dún Eoghanachta: Fuerte circular de piedra del siglo I a. C..
- Na Seacht dTeampaill: Ruinas del recinto monástico dedicado a san Brecan, datadas de entre los siglos IX y XV. Son conocidas como las siete iglesias.

## Personas destacadas
- Liam O'Flaherty, escritor.
- Gabriel Briz, explorador.

## Galería

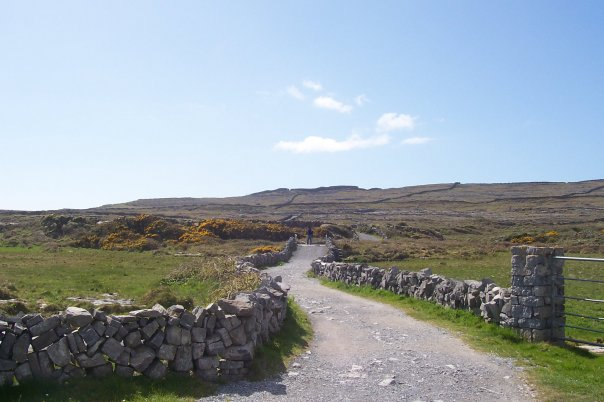
Camino en Innismore
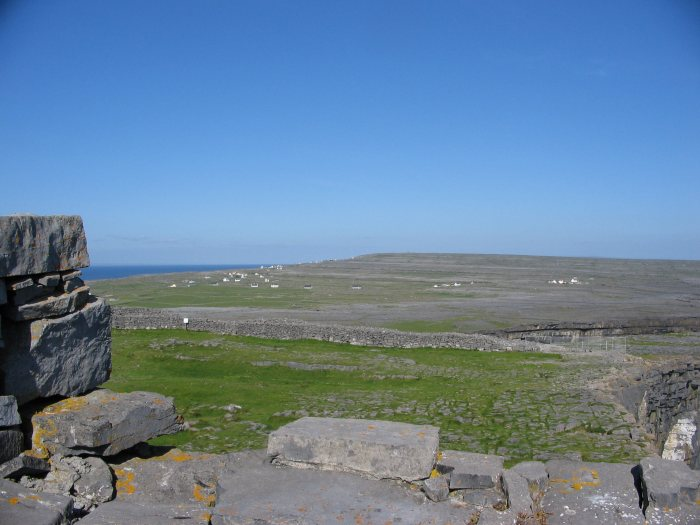
Vista kárstica desde Dún Aonghasa
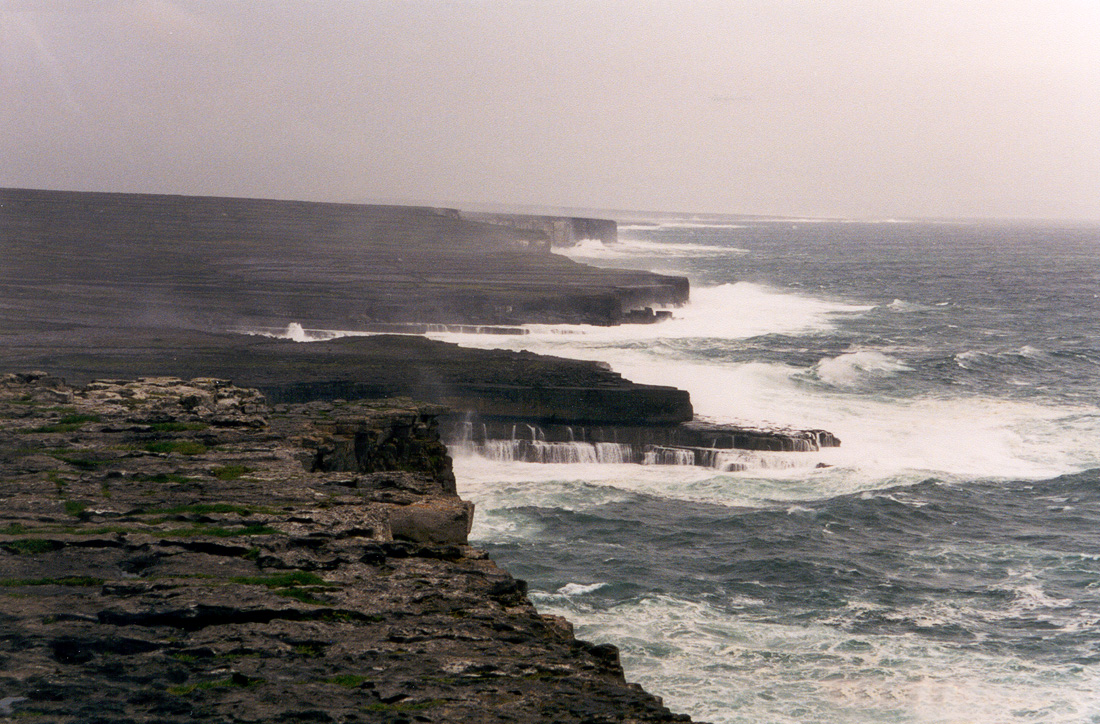
Costa de Inishmore
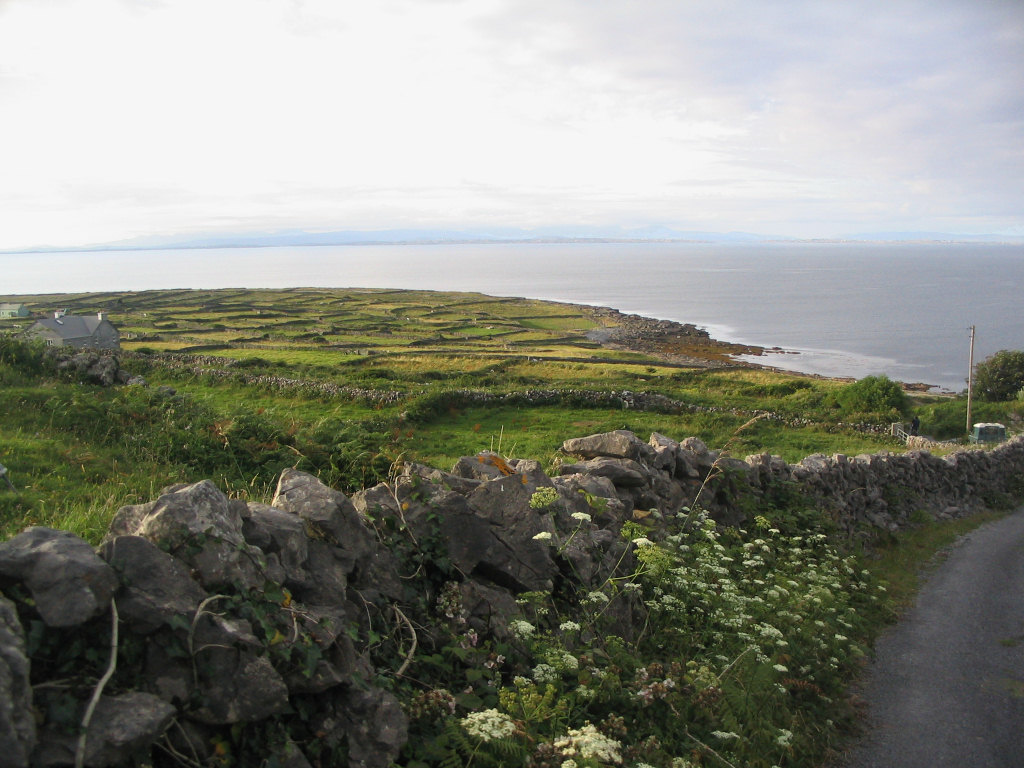
Inishmore